# Adolphe Pierre Primivère Lesson
Adolphe Pierre Lesson ( 20 de marzo de 1805 - 28 de abril de 1888) fue un cirujano, botánico, naturalista, explorador francés.
Estudió en Rochefort, y a la los dieciséis años, entró en la Escuela Médica Naval. Sirvió en la armada francesa durante las Guerras napoleónicas. Sirvió entre 1826 a 1829, como farmacéutico-botánico, a bordo de L'Astrolabe, con la capitanía de Jules Dumont d'Urville (1790-1842), siendo médico Joseph Paul Gaimard (1796-1858) y Jean René Constant Quoy (1790-1869). Luego d'Urville publicaría Voyage de l'Astrolabe (catorce vols., 1830-35).

## Algunas publicaciones
- 1832. Botannique de la Nouvelle-Zélande.
- 1832. Voyage de découvertes de l'Astrolabe ... pendant 1826-1829. Botanique, par A. Lesson et A. Richard. [2 partes con]. Atlas botanique. 174 pp. En línea
- 1884. Légendes des îles Hawaii: tirée de Fornander et commentées, avec une réponse à m. de Quatrefages. Ed. M. Clouzot. 108 pp. Reeditó BiblioBazaar, 2010. 116 pp. ISBN 1141636344
- -----------, Ludovic Martinet. 2010. Les Polynésiens: Leur Origine, Leurs Migrations, Leur Langage, Volume 2. Ed. BiblioBazaar. 524 pp. ISBN	1146032110
- La abreviatura «A.Lesson» se emplea para indicar a Adolphe Pierre Primivère Lesson como autoridad en la descripción y clasificación científica de los vegetales.[1]